# موشغ یکم مامیکونیان
موشغ یکم مامیکونیان (ارمنی: Մուշեղ Ա Մամիկոնյան؛ انگلیسی: Mushegh I Mamikonian؛ ) فرد نظامی اهل ارمنستان بزرگ، از دودمان مامیکونیان و پسر واساک مامیکونیان بود.

## زندگی‌نامه
تاریخ تولد وی نامعلوم است. وی در ۳۷۷/۸ میلادی به فرمان وارازدات اعدام شد.